# Grande mosquée de Djenné
 (décembre 2011).
Si vous disposez d'ouvrages ou d'articles de référence ou si vous connaissez des sites web de qualité traitant du thème abordé ici, merci de compléter l'article en donnant les références utiles à sa vérifiabilité et en les liant à la section « Notes et références ».
La grande mosquée de Djenné est situé à Djenné, au Mali, dans la plaine alluviale du Bani, affluent du Niger. Cette mosquée est le plus grand édifice du monde en adobe ou banco (terre crue) ; elle est considérée comme la réalisation majeure du style architectural soudano-sahélien, tout en reflétant des influences islamiques.
Un premier édifice fut construit en ce lieu au XIIIe siècle, mais la construction actuelle date seulement de 1907. Marquant le cœur de l’agglomération de Djenné, c’est aussi l’un des symboles les plus remarquables de l’Afrique subsaharienne. Avec la ville de Djenné elle-même, elle est inscrite depuis 1988 à la liste du patrimoine mondial de l’UNESCO.

## Histoire

### Construction de la mosquée
La grande mosquée de Djenné se distingue des autres mosquées d’Afrique occidentale en ce qu’elle a été construite en un lieu vierge de tout autre édifice religieux antérieur : cet endroit était précédemment occupé par un palais. Le roi Koi Kunboro (ou Komboro), fraîchement converti à l'Islam, fit démolir sa résidence et en 1238 fit construire à son emplacement la grande mosquée.
Les autres mosquées ont été construites habituellement à la place d’édifices pyramidaux coniques, en pisé ou en pierre, censés représenter les esprits protecteurs des ancêtres. Des experts en architecture islamique tels que Labelle Prussin pensent que ces constructions coniques furent intégrées dans la conception des mosquées dans tout le Mali, et considèrent que la Grande mosquée de Djenné en est l’exemple le plus révélateur.
Djenné devint, par la suite, l’une des principales villes des empires du Mali puis du Songhai.

### Destruction de la grande mosquée en 1819
Le conquérant peul Amadou Lobbo, qui enleva Djenné, en 1819, à la suite d’une guerre sainte, fit démolir la grande mosquée de Koi Koumboro, dont la beauté offensait l’islam dépouillé qu’il prêchait et en fit construire une nouvelle. Il estimait que le bâtiment d’origine, qui était un palais transformé, était trop riche. Seul fut conservé un enclos contenant les tombes de chefs locaux. 
Une restitution de l’édifice, à l’identique, fut terminée en 1896, mais fut ensuite démolie à nouveau pour faire place au bâtiment actuel alors que Djenné relevait du territoire de l’Afrique-Occidentale française.

### Reconstruction de la mosquée de Koi Kunboro
En 1906, le gouverneur colonial français William Ponty accepta, à la demande du marabout Almamy Sonfo, de reconstruire à l’identique l’ancienne mosquée du roi Koi Kunboro. 
La construction de celle-ci commença en 1906 et fut achevée en 1907. Elle fut dirigée par le chef de la corporation des maçons de Djenné, Ismaïla Traoré. L’autorité française aida administrativement et économiquement la construction de la mosquée ainsi que d’une madrassa voisine.
De nombreuses mosquées du Mali ont reçu des installations électriques et d’adduction d’eau. Dans certains cas, les parois extérieures ont même reçu une couverture de tuiles dénaturant leur apparence traditionnelle et mettant parfois en danger leur intégrité structurelle.

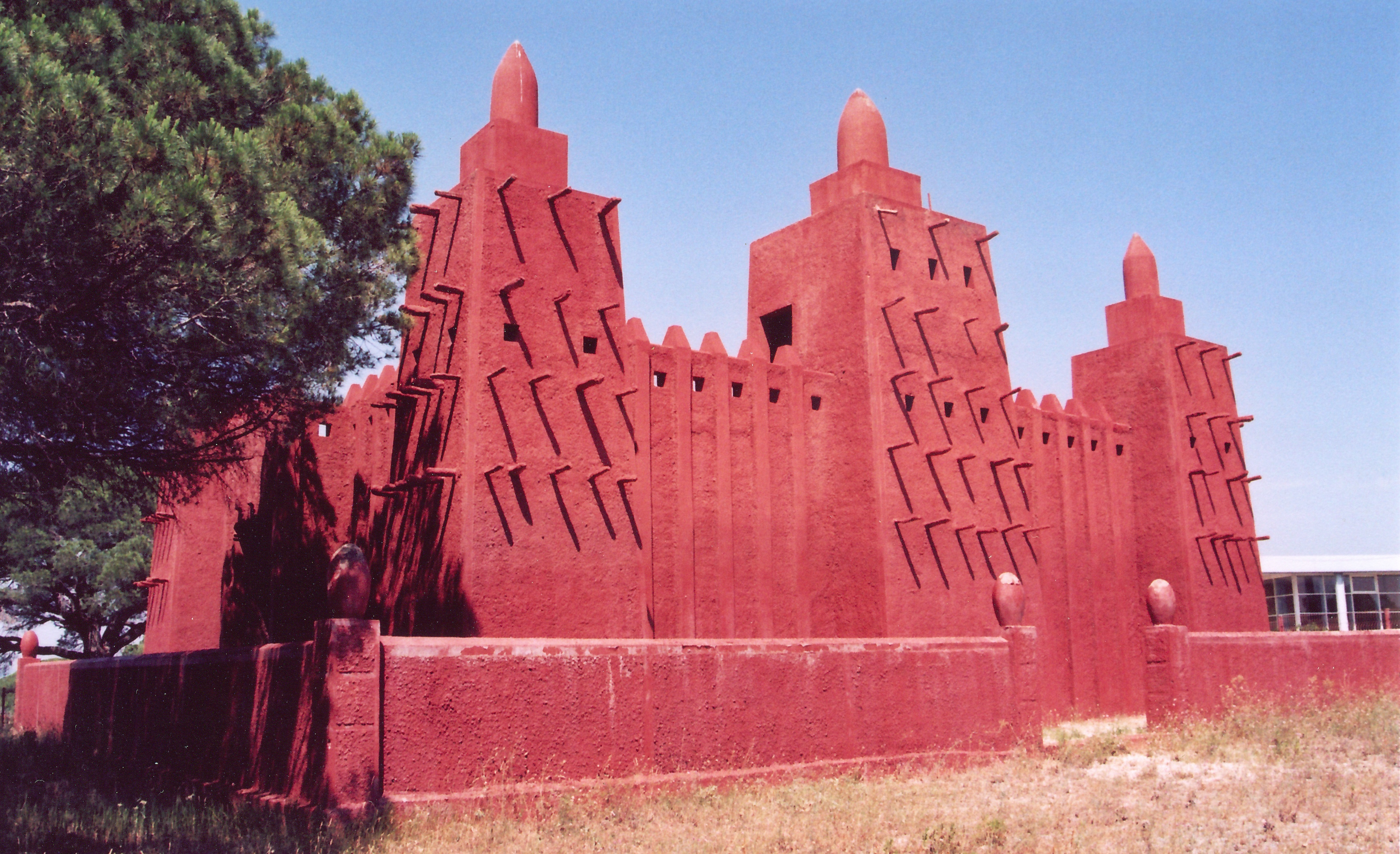
Réplique réduite à Fréjus, par les troupes coloniales.

Bien que la grande mosquée ait été équipée d’un système de haut-parleurs, les habitants de Djenné ont privilégié la conservation de l’intégrité historique du monument par rapport à une modernisation hasardeuse. Les efforts faits dans ce sens ont reçu l’approbation des tenants de l’authenticité et cette tendance s’est accrue depuis les années 1990.
L’édifice a été fermé aux non-musulmans après qu’un photographe de mode eut pris, sur le toit et à l’intérieur, des photos qui ont choqué ou ont été considérées comme outrepassant l’accord passé avec les autorités locales.
Une réplique en taille réduite de la grande mosquée de Djenné, la mosquée Missiri, fut construite à Fréjus par les troupes coloniales françaises dans les années 1920.

## Technique de construction
Il faut faire la différence entre deux systèmes de Banco crue : le système en djenné-ferey et le système en toubabou-ferey.
- La construction en djenné-ferey est le moyen de construction traditionnel ; il consiste en une superposition de boules de terre crue encore mouillée, l'élément de base joue le rôle de brique et de liant. La mosquée est construite selon cette méthode.
- Le toubabou-ferey consiste en la construction de briques en terre crue séchée (adobe) qui seront liées entre elles par de la terre crue mouillée. le toubabou-ferey a été introduit au Mali par les occidentaux (d'où son nom, toubabou) à la suite du classement de Djenné au patrimoine mondial. Il sert à reconstruire Djenné plus rapidement selon des plans de la ville datant de 1830.

## Architecture
La mosquée a la forme d’un carré de 75 mètres de côté et pyramidale. Sa hauteur est de 20 mètres. Le toit est soutenu par 90 piliers et possède 104 trous d’aération. Elle peut contenir mille personnes. 

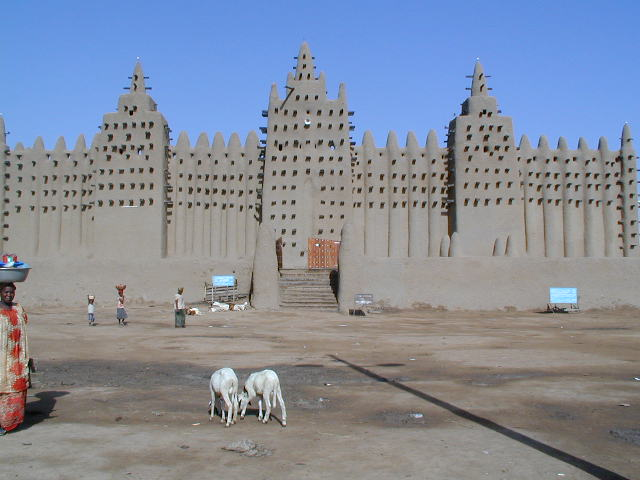
L’ensemble caractéristique des trois minarets dominant le marché central de Djenné (vue façade est).

Le mur de prière ou quibla est tourné vers l’est dans la direction de la Mecque ; il surplombe la place du Marché de Djenné. Ce mur est dominé par trois grands minarets de forme rectangulaire qui font saillie, de même que les dix-huit contreforts. Chacun des minarets contient un escalier en colimaçon conduisant à la plateforme sommitale. Le haut de chaque tour se termine par un cône surmonté d’un œuf d’autruche.
Les murs mesurent de 40 à 20 cm d’épaisseur ; celle-ci dépend de leur hauteur, les plus hauts sont les plus épais, leur base doit en effet être proportionnelle à leur poids. Ils sont constitués de briques de terre crue, appelées ferey jointoyées à l’aide de mortier et enduites d’une couche d’enduit, tous deux de même composition. Ce crépi donne à l’édifice ses formes doucement arrondies. Des faisceaux de branches de palmiers sont enfoncés dans la profondeur des murs afin d’absorber les fissures qui proviennent des contraintes variables dues aux changements de température et d’humidité. Ils donnent au bâtiment un aspect hérissé vraiment caractéristique. Les parois en banco isolent pendant la journée l’intérieur du bâtiment des plus fortes chaleurs, assurant une régulation thermique avec les nuits plus fraîches. Des gouttières en tuyaux de terre débordent du bord du toit et évacuent les eaux de pluie en les rejetant loin des murs.
La moitié de la mosquée est couverte d’un toit, l’autre moitié est une cour de prière à l’air libre. Le toit est soutenu par les 90 piliers de bois, répartis sur toute la surface. Les trous d’aération dans le toit sont recouverts de dômes amovibles en céramique empêchant la pluie de pénétrer, et qui peuvent être retirés pour permettre l’aération lorsque l’air intérieur est trop chaud. Une seconde salle de prière est aménagée dans une enceinte fermée derrière la partie couverte : elle est délimitée par des murs extérieurs vers le nord, le sud et l’ouest, et à l’est par la partie couverte et entourée d’arcatures. Les murs de l’arcature entre la salle couverte et la cour sont percés d’ouvertures voûtées de 15 m de haut : elles permettent la vue ou la circulation des personnes.
Les risques de dégâts des eaux et, particulièrement, d’inondations furent une préoccupation majeure de Traoré lorsqu’il dirigea la construction. Djenné est implantée sur une île et lors de la crue annuelle du Bani les plus hautes eaux peuvent inonder certains secteurs de la ville. La grande mosquée fut donc établie sur une plateforme surélevée d’une surface de 5 625 m2 qui, jusqu’à présent, a toujours suffi à la tenir hors de portée des eaux.

## Entretien de la mosquée par les habitants

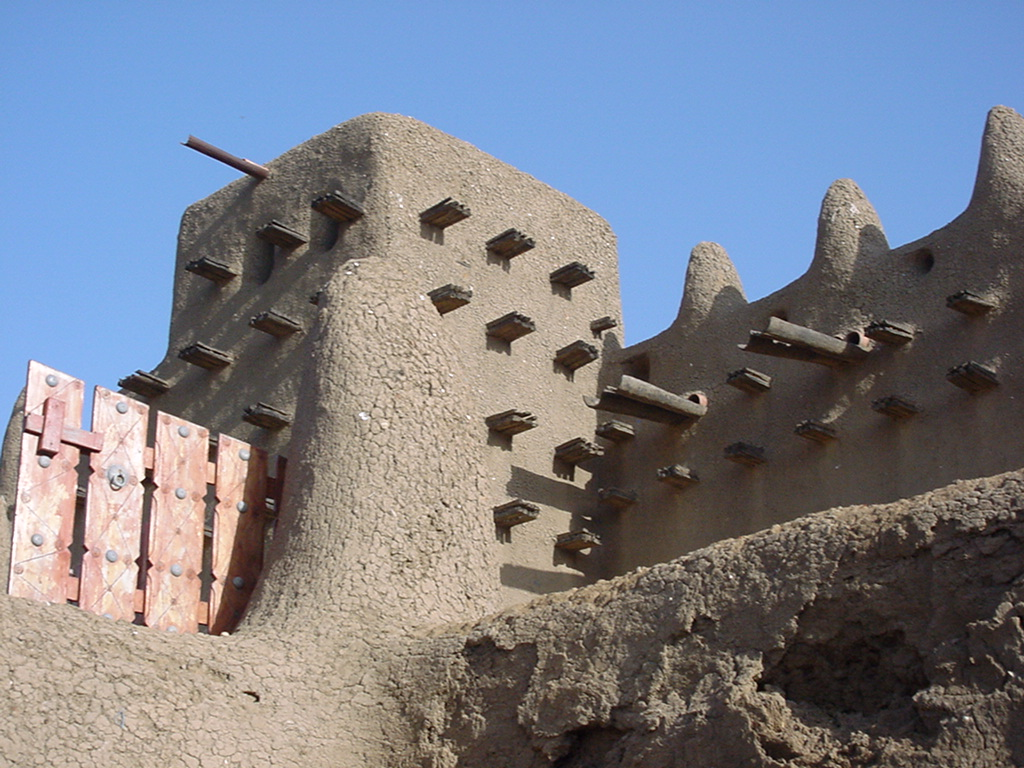
Les branches de palmier insérées dans les murs absorbent les contraintes dues aux variations climatiques et servent d’échafaudage permanent pour les opérations d’entretien de l’édifice.

Toute la communauté des habitants de Djenné prend une part active à l’entretien de la mosquée, dans le cadre de festivités annuelles, avec musique et restauration traditionnelles. L’entretien régulier de la mosquée est rendu indispensable par les caractéristiques du matériau fragile utilisé, qui subit une forte érosion par l’action conjuguée de la pluie, de l’insolation et des changements de température (générateurs de craquelures). 
Pendant les jours qui précèdent les festivités, on prépare des quantités adéquates d’enduit, ce qui nécessite plusieurs journées de travail. L’enduit pâteux doit être remué périodiquement, ce qui revient généralement à de jeunes enfants qui jouent dedans – ce qui assure l’agitation nécessaire. 
Les hommes jeunes montent sur les parois de la mosquée en s’aidant de l’échafaudage permanent constitué par les faisceaux de palmes plantés dans les murs et ils procèdent au crépissage complet de la mosquée à l’aide de l’enduit. Celui-ci est apporté en lieu et place par d’autres hommes. Une course a lieu en tout début du cérémonial, pour voir qui arrivera le premier avec son chargement d’enduit à la mosquée. Les femmes et les jeunes filles portent l’eau nécessaire à la fabrication de l’enduit ou utilisée par les hommes qui sont perchés sur la mosquée. 
Tout le processus est dirigé par des membres éminents de la corporation des maçons. Les anciens, qui ont eux-mêmes dans le passé participé souvent au crépissage annuel, sont assis aux places d’honneur pour regarder se dérouler l’action.
La mosquée originelle abritait l’un des centres d’enseignement islamique les plus importants d’Afrique pendant tout le Moyen Âge. Des milliers d’étudiants sont passés par les madrassas de Djenné pour y étudier le Coran. Les quartiers anciens de la ville, y compris la mosquée, ont été inscrits au patrimoine mondial de l'UNESCO en 1988, compte tenu de leur signification culturelle exceptionnelle.